# (7051) Sean
(7051) Sean est un astéroïde de la ceinture principale.

## Description
(7051) Sean est un astéroïde de la ceinture principale. Il fut découvert le 13 mai 1985 à l'Observatoire Palomar par Carolyn S. Shoemaker et Eugene M. Shoemaker. Il présente une orbite caractérisée par un demi-grand axe de 3,24 UA, une excentricité de 0,11 et une inclinaison de 3,1° par rapport à l'écliptique.

## Compléments